# Calyptophilus
A Calyptophilus a madarak osztályának verébalakúak (Passeriformes) rendjébe és az újvilági poszátafélék (Parulidae) családjába tartozó nem.

## Rendszerezés
A besorolása vitatott, egyes rendszerezők a tangarafélék (Thraupidae) családjába sorolják a nemet.
Egyes rendszerek Calyptophilidae néven külön családot alkotnak.
A nembe az alábbi 2 faj tartozik:
- Calyptophilus tertius
- Calyptophilus frugivorus